# Psilotrichum gramineum
Psilotrichum gramineum är en amarantväxtart som beskrevs av Karl Suessenguth. Psilotrichum gramineum ingår i släktet Psilotrichum och familjen amarantväxter. Inga underarter finns listade i Catalogue of Life.